# Corrección por continuidad
En la teoría de la probabilidad, una corrección por continuidad es un ajuste que se realiza cuando una distribución discreta se aproxima mediante una distribución continua.

## Ejemplos

### Binomial
Si una variable aleatoria X tiene una distribución binomial con los parámetros n y p, es decir, X se distribuye como el número de "éxitos" en n ensayos independientes de Bernoulli con probabilidad p de éxito en cada ensayo, luego
{\displaystyle P(X\leq x)=P(X<x+1)}
para cualquier x ∈ {0, 1, 2, ... n }. Si np y np(1 - p) son grandes (mayor a 5), entonces la probabilidad por encima se aproxima bastante por:
{\displaystyle P(Y\leq x+1/2)}
donde Y es una variable aleatoria distribuida normalmente con el mismo valor esperado y la misma varianza que X, es decir, E (Y) = np y var (Y) = np (1 - p). Esta adición de 1/2 a x es una corrección de continuidad.

### Poisson
Una corrección de continuidad también se puede aplicar cuando otras distribuciones discretas soportadas en los enteros se aproximan por la distribución normal. Por ejemplo, si X tiene una distribución de Poisson con el valor esperado λ, entonces la varianza de X también es λ, y
{\displaystyle P(X\leq x)=P(X<x+1)\approx P(Y\leq x+1/2)}
si Y se distribuye normalmente con expectativa y varianza, ambos λ.

## Aplicaciones
Antes de la disponibilidad del software estadístico con la capacidad de evaluar las funciones de distribución de probabilidad con precisión, las correcciones de continuidad jugaron un papel importante en la aplicación práctica de pruebas estadísticas en las que la estadística de prueba tiene una distribución discreta: tenía una importancia especial para los cálculos manuales. Un ejemplo particular de esto es la prueba binomial, que involucra la distribución binomial, como para verificar si una moneda es justa. Cuando no es necesaria una precisión extrema, los cálculos de la computadora para algunos rangos de parámetros aún pueden depender del uso de correcciones de continuidad para mejorar la precisión sin perder la simplicidad.